# Часка (тауншип, Миннесота)
Часка (англ. Chaska) — тауншип в округе Карвер, Миннесота, США. На 2000 год его население составило 154 человека.

## География
По данным Бюро переписи населения США площадь тауншипа составляет 7,4 км², из которых 7,4 км² занимает суша, а 7,4 км² — вода (7,4 км²).

## Демография
По данным переписи населения 2000 года здесь находились 154 человека, 65 домохозяйств и 46 семей. Плотность населения —  20,8 чел./км². На территории тауншипа расположено 66 построек со средней плотностью 8,9 построек на один квадратный километр. Расовый состав населения: 100,00 % белых. 72,4 % населения составляли немцы, 7,9 % ирландцев и 7,9 % Norwegian по данным переписи населения 2000 года.
Из 65 домохозяйств в 30,8 % воспитывались дети до 18 лет, в 60,0 % проживали супружеские пары, в 7,7% проживали незамужние женщины и в 29,2 % домохозяйств проживали несемейные люди. 29,2 % домохозяйств состояли из одного человека, при том 12,3 % из — одиноких пожилых людей старше 65 лет. Средний размер домохозяйства — 2,37, а семьи — 2,91 человека.
23,4 % населения — младше 18 лет, 6,5 % — в возрасте от 18 до 24 лет, 31,8 % — от 25 до 44, 22,7 % — от 45 до 64, и 15,6 % — старше 65 лет. Средний возраст — 40 лет. На каждые 100 женщин приходилось 87,8 мужчин. На каждые 100 женщин старше 18 приходилось 90,3 мужчин.
Средний годовой доход домохозяйства составлял 54 375 долларов, а средний годовой доход семьи —  61 250 долларов. Средний доход мужчин —  36 875  долларов, в то время как у женщин — 31 250. Доход на душу населения составил 23 548 долларов. За чертой бедности не находилась ни одна семья и 2,0 % всего населения тауншипа, из которых 9,1 % старше 65 лет.